# Lorquí
Lorquí es un municipio español de la Región de Murcia, perteneciente a la comarca de la Vega Media del Segura.
Su extensión es de 15,0 km², tiene una población de 7 770 habitantes (INE 2024) y su altitud media es de 89 m s. n. m. Municipio con importante actividad industrial, en su término se encuentran varios polígonos de gran tamaño como Base 2000, situado en la A-30.

## Geografía
El municipio se encuentra integrado en la comarca Vega Media del Segura, situándose a 18 kilómetros por carretera del centro de la capital murciana, por lo que también forma parte del área metropolitana de Murcia junto al resto de municipios de la comarca. Aunque el área metropolitana no está establecida oficialmente, sí que está considerada área urbana por el Ministerio de Transportes, en concreto, la décima más poblada de España con 679 542 habitantes en 2022.
El término municipal está atravesado por la Autovía de Murcia  A-30  y la carretera  N-301  entre los pK 375 y 378. 
El relieve del municipio está determinado por la vega del río Segura, cuyo cauce hace de divisoria con el vecino término de Ceutí, bordeando el curso fluvial el núcleo urbano de Lorquí. 
La huerta tradicional se dispone entre ambos márgenes, con sus cultivos y canales de irrigación. La altitud del municipio oscila entre los 150 metros, al noroeste, cerca del límite con Archena, y los 75 metros en la ribera del río. 
| Noroeste: Archena | Norte: Molina de Segura | Noreste: Molina de Segura |
| Oeste: Ceutí      |                         | Este: Molina de Segura    |
| Suroeste Ceutí    | Sur: Alguazas           | Sureste: Molina de Segura |

## Historia
El término Lorquí proviene del árabe andalusí «لُورقِيّ», siendo un gentilicio que quiere decir "originario de Lorca" —«لُورقَة» en el mismo idioma—. 
Las primeras referencias a la localidad aparecen en 1285, cuando la Corona castellana cedió la alquería mudéjar de Lorquí a favor de Ramón y Guillén Alemán, quienes la ostentarían hasta la invasión aragonesa del reino de Murcia entre 1296 y 1304, cuando Jaime II de Aragón la entregó a la Orden de Santiago.
Hubo disputas por su jurisdicción entre 1329 y 1380, cuando la orden recuperó Lorquí, fecha en la que la alquería estaba prácticamente despoblada ante la peligrosa frontera de Granada, las epidemias de peste y las hambrunas que azotaron el reino de Murcia en el siglo XIV. 
Posteriormente fue repoblada con población mudéjar en 1445, aumentando rápidamente su número de habitantes, que en 1501 tuvieron que convertirse al cristianismo, siendo muchos de ellos expulsados en 1613. El dominio de la Orden de Santiago sobre Lorquí se extendió hasta mediados del siglo XIX.
En el año 1911 tuvo lugar un gran terremoto que devastó la zona. Durante la guerra civil española, las tierras que poseía en el municipio Juan de la Cierva y Peñafiel se colectivizaron bajo el nombre de La Arboleda, una colectividad mixta entre UGT y Confederación Nacional del Trabajo de carácter avícola e industrial.

## Geografía humana

### Demografía
Cuenta con una población de 7770 habitantes (INE 2024).

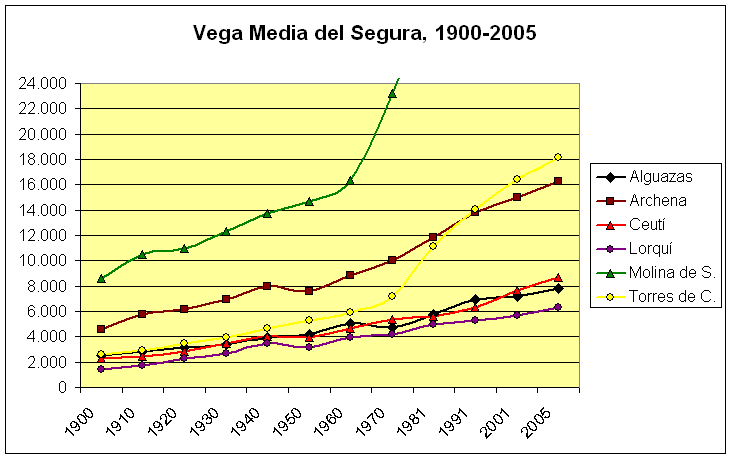
Evolución demográfica de Lorquí (línea lila) en el contexto de la comarca.

| Gráfica de evolución demográfica de Lorquí entre 1842 y 2021                                                          |
| |
| Población de derecho según los censos de población del INE. Población de hecho según los censos de población del INE. |

## Administración y Ayuntamiento
| Legislatura | Nombre del alcalde             | Partido político                         |
| ----------- | ------------------------------ | ---------------------------------------- |
| 1979-1983   | Francisco Matías García García | Partido Socialista Obrero Español (PSOE) |
| 1983-1987   | Francisco Matías García García | Partido Socialista Obrero Español (PSOE) |
| 1987-1991   | Antonio Carbonell Manzano      | Partido Socialista Obrero Español (PSOE) |
| 1991-1995   | Antonio Carbonell Manzano      | Partido Socialista Obrero Español (PSOE) |
| 1995-1999   | Resurrección García Carbonell  | Partido Socialista Obrero Español (PSOE) |
| 1999-2003   | Resurrección García Carbonell  | Partido Socialista Obrero Español (PSOE) |
| 2003-2007   | Resurrección García Carbonell  | Partido Socialista Obrero Español (PSOE) |
| 2007-2011   | Dolores García Villa           | Partido Popular (PP)                     |
| 2011-2015   | Joaquín Hernández Gomariz      | Partido Socialista Obrero Español (PSOE) |
| 2015-2019   | Joaquín Hernández Gomariz      | Partido Socialista Obrero Español (PSOE) |
| 2019-2023   | Joaquín Hernández Gomariz      | Partido Socialista Obrero Español (PSOE) |
| 2023-       | Joaquín Hernández Gomariz      | Partido Socialista Obrero Español (PSOE) |

| Partido político                                      | 2023    | 2023       | 2019    | 2019       | 2015    | 2015       | 2011    | 2011       | 2007    | 2007       | 2003    | 2003       |
| Partido político                                      | Votos % | Concejales | Votos % | Concejales | Votos % | Concejales | Votos % | Concejales | Votos % | Concejales | Votos % | Concejales |
| Partido Socialista Obrero Español (PSOE)              | 50,03%  | 7          | 62,53%  | 9          | 49,92%  | 7          | 46,77%  | 7          | 42,66%  | 6          | 49,29%  | 7          |
| Partido Popular (PP)                                  | 36,61%  | 5          | 30,19%  | 4          | 27,85%  | 4          | 45,45%  | 6          | 50,21%  | 7          | 41,88%  | 5          |
| Vox                                                   | 12,38%  | 1          | -       | -          | -       | -          | -       | -          | -       | -          | -       | -          |
| Agrupación Local Ilorcitana (ALI)                     | -       | -          | 5,87%   | 0          | -       | -          | -       | -          | -       | -          | -       | -          |
| Ciudadanos (Cs)                                       | -       | -          | -       | -          | 20,47%  | 2          | -       | -          | -       | -          | -       | -          |
| Izquierda Unida-Verdes de la Región de Murcia (IUVRM) | -       | -          | -       | -          | -       | -          | 4,28%   | 0          | 4,98%   | 0          | 8,84%   | 1          |
| Centro Democrático Liberal (CDL)                      | -       | -          | -       | -          | -       | -          | 2,90%   | 0          | 1,31%   | 0          | -       | -          |

## Patrimonio

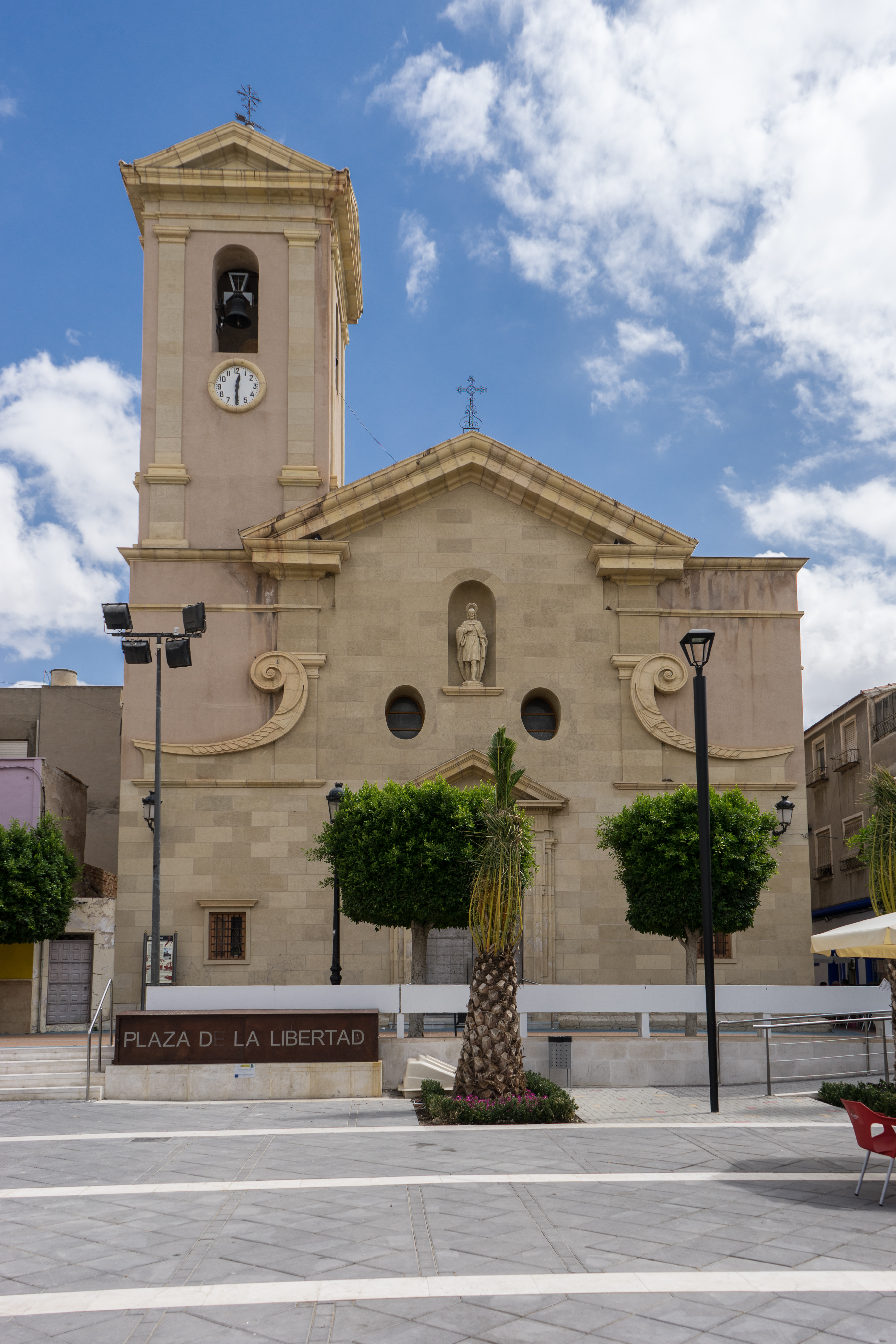
Iglesia de Santiago Apóstol de Lorquí.

Destaca la Iglesia Parroquial de Santiago Apóstol, barroca del siglo XVIII, construida por Pedro Gilabert, donde se venera a la patrona del municipio, la Virgen del Rosario, al igual que a su patrón, Santiago Apóstol. Cuenta con destacadas imágenes de Francisco Salzillo, como San José con el niño, el Nazareno y la Virgen de los Dolores.
También destaca la denominada noria del Rapao, del siglo XVIII. Se trata de una rueda de elevación de aguas de grandes dimensiones, típica de la huerta murciana, declarada monumento de Interés Artístico Nacional.

## Deportes
El municipio dispone de un estadio municipal: el estadio Juan de la Cierva, inaugurado en 2002, con capacidad para 2000 espectadores. Dispone de las escuelas de fútbol llamadas A.D.M. Lorqui, el equipo de máxima categoría es el de los Juveniles que participan en la máxima categoría del fútbol juvenil nacional que es la de División de Honor, están en esa categoría desde la temporada 2014/2015 el entrenador del equipo y el que los ascendió a dicha categoría es Guillermo Cremades. Tienen desde juveniles hasta debutantes. Anteriormente el EMD Lorquí y el Club Atlético Ciudad de Lorquí ambos desaparecidos, que utilizaron el estadio municipal Juan de la Cierva.

## Semana Santa
El municipio tiene una rica imaginería salzillesca con la Virgen de los Dolores y Nuestro Padre Jesús Nazareno. Destacan como actos principales de la Semana Santa ilorcitana la representación popular de la Pasión y Muerte de Nuestro Señor Jesucristo el Domingo de Ramos, la bendición a los cuatro puntos cardinales por el Nazareno el Jueves Santo, el acto del Desenclavamiento de Nuestro Señor Jesucristo el Viernes Santo y el encuentro entre Cristo Resucitado y la Virgen de la Luz el Domingo de Resurrección.

## Transporte público
El servicio de viajeros por carretera del municipio se engloba dentro de la marca Movibus, el sistema de transporte público interurbano de la Región de Murcia (España), que incluye los servicios de autobús de titularidad autonómica.
| Línea | Recorrido                                                                       | Recorrido                                                                       | Recorrido                                                                       | Operador |
| ----- | ------------------------------------------------------------------------------- | ------------------------------------------------------------------------------- | ------------------------------------------------------------------------------- | -------- |
| 31    | Ceutí                                                                           | Lorquí Alguazas                                                                 | Molina de Segura - Campus de Espinardo - Murcia                                 | Interbus |
| 36    | Archena - La Algaida - Lorquí - Molina de Segura - Campus de Espinardo - Murcia | Archena - La Algaida - Lorquí - Molina de Segura - Campus de Espinardo - Murcia | Archena - La Algaida - Lorquí - Molina de Segura - Campus de Espinardo - Murcia | Interbus |